# Юридична сила
Юридична сила — основна властивість правових актів діяти та породжувати правові наслідки: виникнення, зміни, припинення правовідносин.
Має два аспекти: співвідношення правових актів між собою та обов'язковість до виконання. 
1. Зі співвідношення встановлюється ієрархія, тобто система підпорядкованості правових актів. Це означає, що кожний акт займає своє місце в загальній системі правових актів. Іншими словами: чим вище місце акту в такій ієрархії, тим вища його юридична сила.
  1. Природно, найвищу юридичну силу має Конституція — Основний Закон держави, яка стоїть на найвищому щаблі ієрархічної системи актів.
  2. Далі на вершині цієї системи розмішуються правові акти, видані парламентом — найвищим правотворчим органом державної влади (верховенство закону).
  3. На нижчому щаблі — правові акти, що видаються органами місцевого самоврядування і мають підзаконний характер. Останні не повинні суперечити законам, вони мають видаватися на їх виконання. Юридична сила правового акта залежить від того, який орган державної влади його видав, та повноважень цього органу. Таким чином, визначити юридичну силу акта — значить встановити його місце в системі джерел конституційного права, його співвідношення з актами вище- і нижчестоящих органів.
2. Дія закону (нормативно-правового акта) чи навіть окремої його норми — це обов'язковість їх виконання (всіма) громадянами, посадовими особами, державними органами та іншими суб'єктами права стосовно певної сфери (виду) суспільних відносин, за певних обставин (ситуацій), протягом певного часу, на певній території (у певному просторі) та щодо конкретного кола суб'єктів права, тобто осіб, організацій (в широкому смислі слова), які наділені певними характеристиками.

Межі дії нормативних актів (законів) чи окремих норм визначаються такими критеріями (параметрами):
1. видом регульованих суспільних відносин (тобто предметом регулювання);
2. обставинами, настання яких зумовлює необхідність застосування регулятивної функції цих актів;
3. часовими вимірами;
4. просторовими вимірами (або територією в широкому розумінні слова);
5. колом осіб, на яких поширюються норми акта.